# Trabant 601
La Trabant 601 (o P601) è la seconda generazione della Trabant, prodotta tra il 1964 ed il 1990 dalla Casa automobilistica tedesco-orientale Sachsenring.

## Storia e profilo
La 601 è forse il modello di Trabant che più è rimasto impresso nella mente degli europei occidentali nel periodo della caduta del Muro e nel corso della massiccia ondata di migrazioni dalla zona orientale alla zona occidentale della capitale tedesca. Una buona parte delle vetture che in quei giorni storici fluivano attraverso i varchi aperti nel Muro erano Trabant 601 e questo per almeno due ragioni: fu la vettura più economica fra quelle prodotte nella ex-DDR e fu anche quella più longeva, avendo la sua produzione coperto un arco di oltre cinque lustri. Si tratta quindi di un modello la cui rilevanza storica è enorme, pur avendo una quotazione di mercato piuttosto modesta, poiché costituisce una testimonianza di un'epoca difficile e tesa sotto diversi punti di vista: sociale, politico, ma anche economico.

### Genesi e debutto
Si era nel 1959 quando dal quartier generale della IFA giunse la richiesta di cominciare a pensare ad una possibile erede della Trabant P50, ossia la popolare utilitaria che nel secondo dopoguerra contribuì in misura massiccia alla motorizzazione della popolazione tedesco-orientale. Nonostante ciò, la ripresa dell'economia, specialmente nel settore dell'industria pesante, continuò a stentare (sebbene proprio in quel periodo avesse già raggiunto il migliore livello di crescita dal 1945), per cui uno dei contributi a cui si pensò fu proprio quello di rendere più moderna la P50, migliorandola in alcuni aspetti, come ad esempio l'abitabilità posteriore. L'idea di ridisegnare la zona posteriore fu l'aspetto su cui maggiormente insistette il direttivo della IFA, che in realtà non aveva molte altre idee in più. Ma l'ingegner Werner Lang, già autore della P50, fu dell'idea che l'impostazione stilistica del modello in listino in quel periodo stava rapidamente perdendo mordente, anche perché la vettura fu frutto di una gestazione piuttosto lunga e travagliata, a tal punto che al momento del suo debutto, la P50 era certamente più moderna della sua antenata, la P70, ma altrettanto certamente avrebbe avuto bisogno entro breve tempo di un profondo aggiornamento stilistico. E così Werner Lang rimase convinto del fatto che un semplice ridisegnamento del padiglione non sarebbe bastato. Tuttavia furono prese in considerazione anche le idee del direttivo IFA e venne dato il via alla costruzione di due prototipi, uno contenente le caratteristiche dettate dalla dirigenza ed uno rispondente alle idee di Werner Lang. Ovviamente quest'ultimo prototipo venne sviluppato in gran segreto, ma tutti i partecipanti al progetto si resero conto, via che tale prototipo prendeva forma, che le idee di Lang erano quelle più sensate. Tuttavia, quando una commissione del direttivo della IFA si recò a Zwickau nel dicembre 1959 per valutare i progressi dello staff tecnico della Sachsenring, quest'ultimo rivelò anche il prototipo concepito da Werner Lang, provocando quindi l'indignazione del direttivo IFA. Werner Lang, che aveva comunque molti argomenti tra le frecce al suo arco, riuscì ad avere ragione di un direttivo IFA che comunque non risultò affatto convinto, pur dovendo ammettere la validità delle spiegazioni di Werner. Il progetto di Werner fu fatto andare avanti con molte riserve e poca convinzione, attenendosi comunque ad alcune direttive:
- modificare meno parti possibile della carrozzeria;
- peso a vuoto della vettura non superiore a 600 kg;
- riprendere la meccanica per intero dal modello precedente;
- modificare il meno possibile anche la linea di assemblaggio.

Il risultato fu un nuovo prototipo i cui ingombri furono leggermente superiori a quelli della P50, tuttavia si riuscì a contenere il peso di alcuni chilogrammi scendendo a 615 kg. Gran parte dei pannelli in "Duroplast" (così era chiamato il materiale plastico brevettato dalla Sachsenring) utilizzati per la P50 furono ripresi pari pari, ma la superficie vetrata del nuovo prototipo aumentò di circa il 26%. Il prototipo, che in realtà prefigurava da vicino la versione definitiva, era tra l'altro caratterizzato da quella calandra rettangolare a sviluppo orizzontale con griglia di raffreddamento, la stessa che poi si vedrà nella vettura di serie. Anche la coda ricevette delle modifiche, fatto che giustificò l'aumento delle dimensioni esterne. Non restava che ottimizzare l'impianto di produzione e adeguarlo alle poche modifiche effettuate. 

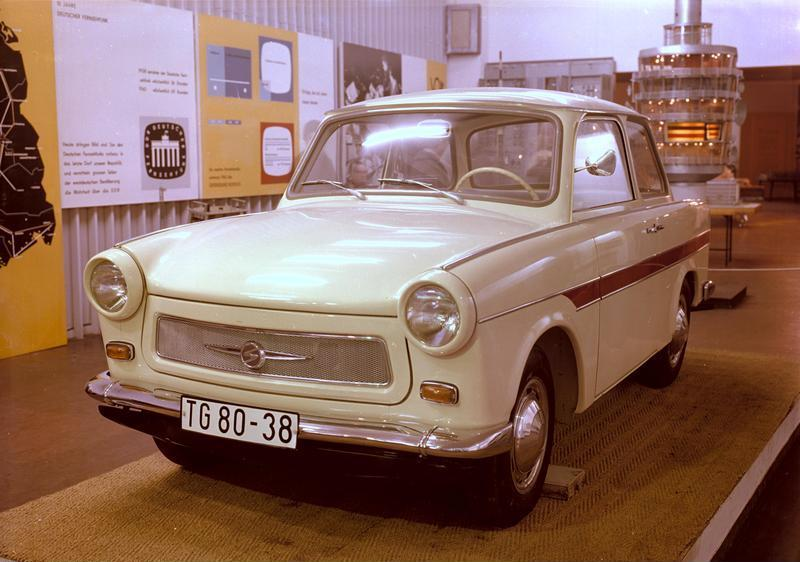
Il primo prototipo della Trabant 601 presentato al pubblico all'inizio del 1963

Nel luglio del 1961 giunse dal direttivo IFA (che evidentemente aveva mal digerito l'esito del confronto di un anno e mezzo prima con lo staff tecnico della Sachsenring) l'ordine di terminare al più presto il progetto relativo all'erede della P50, erede che secondo la IFA avrebbe dovuto essere pronta entro il primo trimestre del 1962. Tale intoppo provocò un'enorme perdita di tempo nella progressione del progetto di Werner, a favore invece di un modello transitorio che venne approntato in poco tempo, anche se per il suo debutto l'appuntamento sarebbe stato rinviato all'ottobre del 1962. Tale modello transitorio prese il nome di Trabant P60 e fu lei a sostituire di fatto la P50, mentre per la vettura concepita da Werner i tempi si allungarono notevolmente, almeno di sei mesi, se si considera che la preserie di 110 esemplari, prevista per l'estate del 1963, fu fatta slittare all'inizio dell'anno successivo. Tuttavia, già all'inizio del 1963 venne presentato un prototipo di 601 che già prefigurava da vicino la versione definitiva. Se ne differenziava per il fatto di mostrare ancora le strisce decorative rosse sulle due fiancate, una caratteristica che ancora la ricollegava alla P60. Nel corso dei mesi seguenti furono condotti numerosi test relativi alla sicurezza della vettura. Una volta assemblato l'ultimo dei 110 esemplari di preserie, si arrivò finalmente alla presentazione, avvenuta nel marzo 1964. Tuttavia, vi furono ancora degli aspetti da definire, come ad esempio il prezzo di vendita. Va detto che la 601 riscosse subito numerosi apprezzamenti da parte di un pubblico che mostrò immediatamente evidenti segni di impazienza perché voleva sapere sia il prezzo, sia a partire da quando la vettura sarebbe stata ordinabile. Fu solo nel mese di giugno del 1964 che il prezzo fu definitivamente fissato in 7.890,60 DDM, mentre la commercializzazione fu avviata il mese seguente, a luglio.

### Caratteristiche

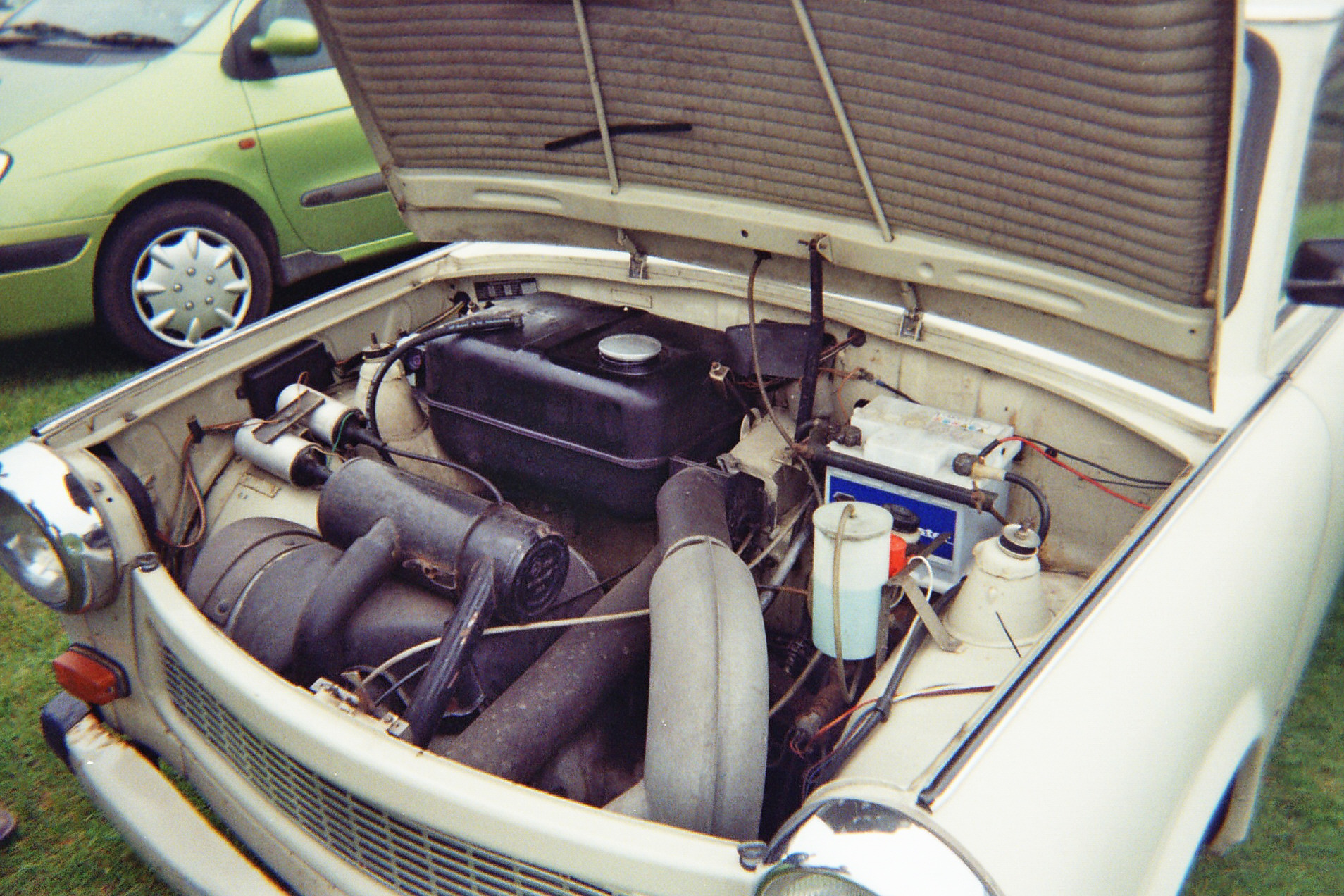
Il vano motore di una Trabant 601

Fedele alla tradizione, dal punto di vista tecnico la 601 riprese interamente le soluzioni tecniche e motoristiche della P60. E quindi l'architettura meccanica, che prevedeva motore anteriore trasversale a due tempi e trazione anteriore. Anche il telaio conservò gli stessi schemi e le stesse caratteristiche del modello lanciato nel 1962. Perciò, anche la 601 nasceva su di un telaio a piattaforma con scocca imbullonata in acciaio e pannelli carrozzeria in Duroplast e mantenne le sospensioni a ruote indipendenti su entrambi gli assi (con avantreno montato su di un telaietto ausiliario), nonché l'impianto frenante idraulico a quattro tamburi. Il motore era lo stesso bicilindrico a due tempi da 595 cm³ raffreddato ad aria, in grado di erogare una potenza massima di 23 CV. Anche il cambio era lo stesso manuale a 4 marce interamente sincronizzato che già aveva trovato applicazione nella P60.
L'intera meccanica della 601 è rimasta quindi invariata, fondamentalmente perché il nuovo modello altro non era che un profondo aggiornamento stilistico della P60. A cambiare sono principalmente il frontale e la coda: anteriormente fu modificato il cofano, privato della nervatura centrale e che non inglobava più la mascherina, ma si fermava a metà faro. La calandra era anch'essa differente, di forma rettangolare con cornice in tinta con la carrozzeria. Al centro della calandra campeggiava il logo della Sachsenring. Differenti anche gli indicatori di direzione, ora a goccia. Aggiornamenti profondi anche in coda, dove il cofano del baule, prima anch'esso a forma di arco, aveva assunto una forma più squadrata, anche se con angoli assai smussati. Ridisegnate anche le pinne posteriori, più affilate ed inclinate all'indietro, ed i relativi gruppi ottici, di forma più allungata. Anche in altre zone della carrozzeria si sono avuti aggiornamenti, in particolare nei montanti e nelle superfici vetrate. Il lunotto della 601 è più esteso, i montanti più sottili ed il tetto ridisegnato in modo da lasciare più spazio alle superfici vetrate stesse. Più in generale, per la realizzazione delle linee del corpo vettura della 601 si è utilizzato il tema del "doppio trapezio": in pratica, vista di profilo, una Trabant 601 sembra formata da due trapezi sovrapposti con le due basi maggiori a contatto fra loro che vanno a formare la linea di cintura e la base delle superfici vetrate.

### Evoluzione

#### I primi anni

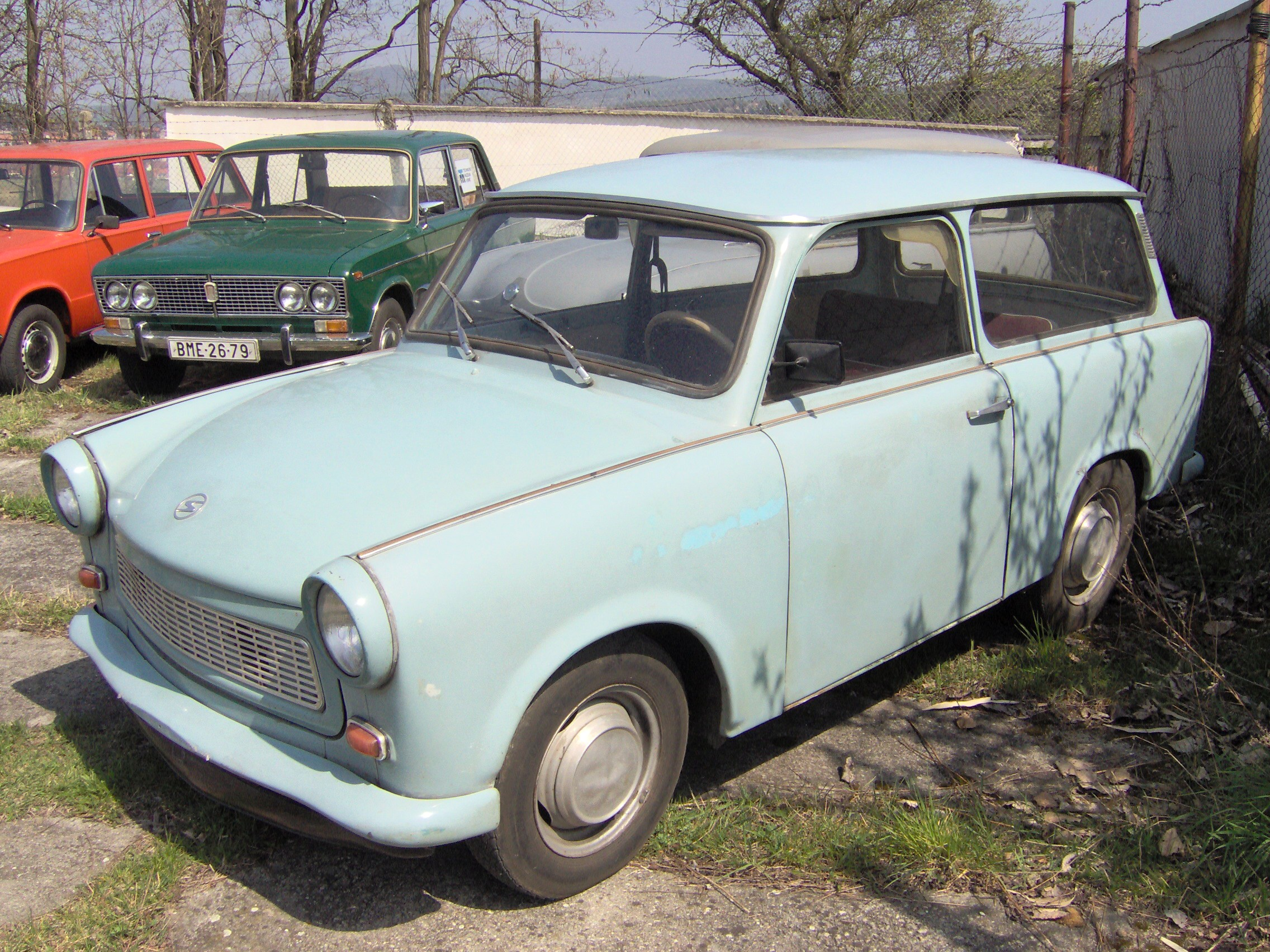
Una Trabant 601 Universal, la versione giardinetta

Il successo commerciale che la Trabant 601 riscosse nei mercati dell'Europa Orientale fu tale che i tempi di attesa si allungarono entro la fine del 1964 fino a tre anni. Durante il primo anno di produzione, parallelamente alla 601 continuò ad essere prodotta anche la P60, sebbene unicamente in versione giardinetta, in modo da non infastidire la nuova arrivata.
All'inizio del 1965 la gamma si estese con l'arrivo della 601-H, ossia la versione dotata di frizione automatica. La lettera H stava per Hycomat, che era il nome del tipo di frizione progettato e brevettato dalla IFA. Tale tipo di frizione, a funzionamento elettroidraulico, era in pratica la risposta d'oltrecortina alla frizione automatica Saxomat utilizzata su vari modelli prodotti in quegli anni nell'Europa Occidentale. Nel corso del 1965, la P60 Kombi uscì definitivamente di produzione, per far spazio alla nuova 601 Universal, ossia la versione giardinetta della 601. Tale versione, pensata per chi aveva maggiori esigenze di spazio, non venne assemblata presso lo stabilimento Sachsenring di Zwickau, bensì presso la Karosseriewerk Meerane, con sede appunto nella città di Meerane, a una ventina di km da Zwickau. Presso questa carrozzeria esterna giungevano le scocche nude in acciaio, che venivano rivestite con i pannelli in Duroplast e verniciate, dopodiché le scocche stesse venivano inviate nuovamente a Zwickau per il montaggio delle parti meccaniche. Rispetto alla P60 Kombi, la 601 Universal era provvista di un portellone apribile verso l'alto, mentre il modello precedente aveva un portellone incernierato sul lato sinistro. La capacità del bagagliaio della Universal era di 450 litri, che però potevano essere ampliati fino a ben 1.400 litri mediante l'abbattimento del divanetto posteriore. Un dato notevole per la piccola giardinetta, che però era penalizzato dalle limitazioni di portata massima, la quale non poteva superare i 390 kg. Tuttavia non furono rari utilizzi della 601 anche al di sopra di tali limiti. La 601 Universal fu posta in commercio a 9.466,30 DDM e a 500 DDM in più se equipaggiata con frizione Hycomat. 

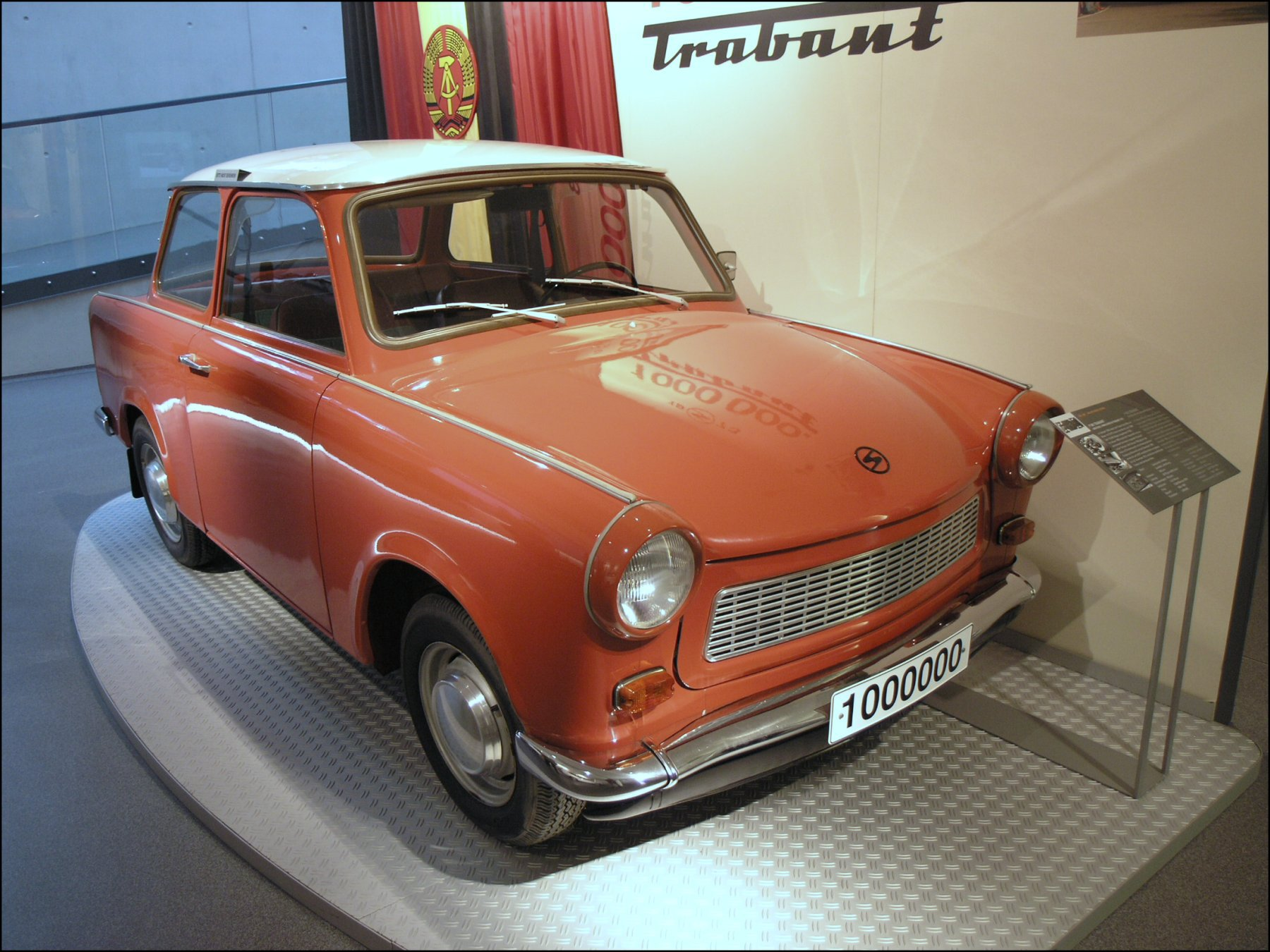
Una 601 L

Sempre nel corso del 1965 vi furono alcuni aggiornamenti all'abitacolo, dove comparve un nuovo cruscotto dal disegno inedito, al cui interno fu inserito una nuova strumentazione di forma rettangolare.
A partire dal 1º aprile 1966 fu introdotta la 601 L, ossia in allestimento Lusso. Destinata anche a diversi mercati esteri, la 601 L era caratterizzata fra l'altro da sedili con nuove imbottiture e rivestimenti più curati, vano motore illuminato, calandra con griglia di nuovo disegno e paraurti cromati. Nei mercati esteri ove prevista, la 601 L era dotata anche di cornici fari cromate. La 601 L fu in effetti commercializzata in numerosi Paesi dell'Europa Occidentale ed apparve quindi in svariati listini dei Paesi del Benelux, della Scandinavia e della Grecia, ma anche della ex-Germania Occidentale e persino in Egitto. In quel periodo si adottarono criteri un po' discutibili sulla denominazione dei vari modelli della gamma 601. La berlina di base fu denominata 601 LS (limousine standard), mentre la versione lusso divenne 601 LL, la giardinetta di base adottò la sigla US (Universal Standard) e la corrispondente versione di lusso divenne UL. Tale impostazione fu tuttavia mantenuta solo per un anno. 

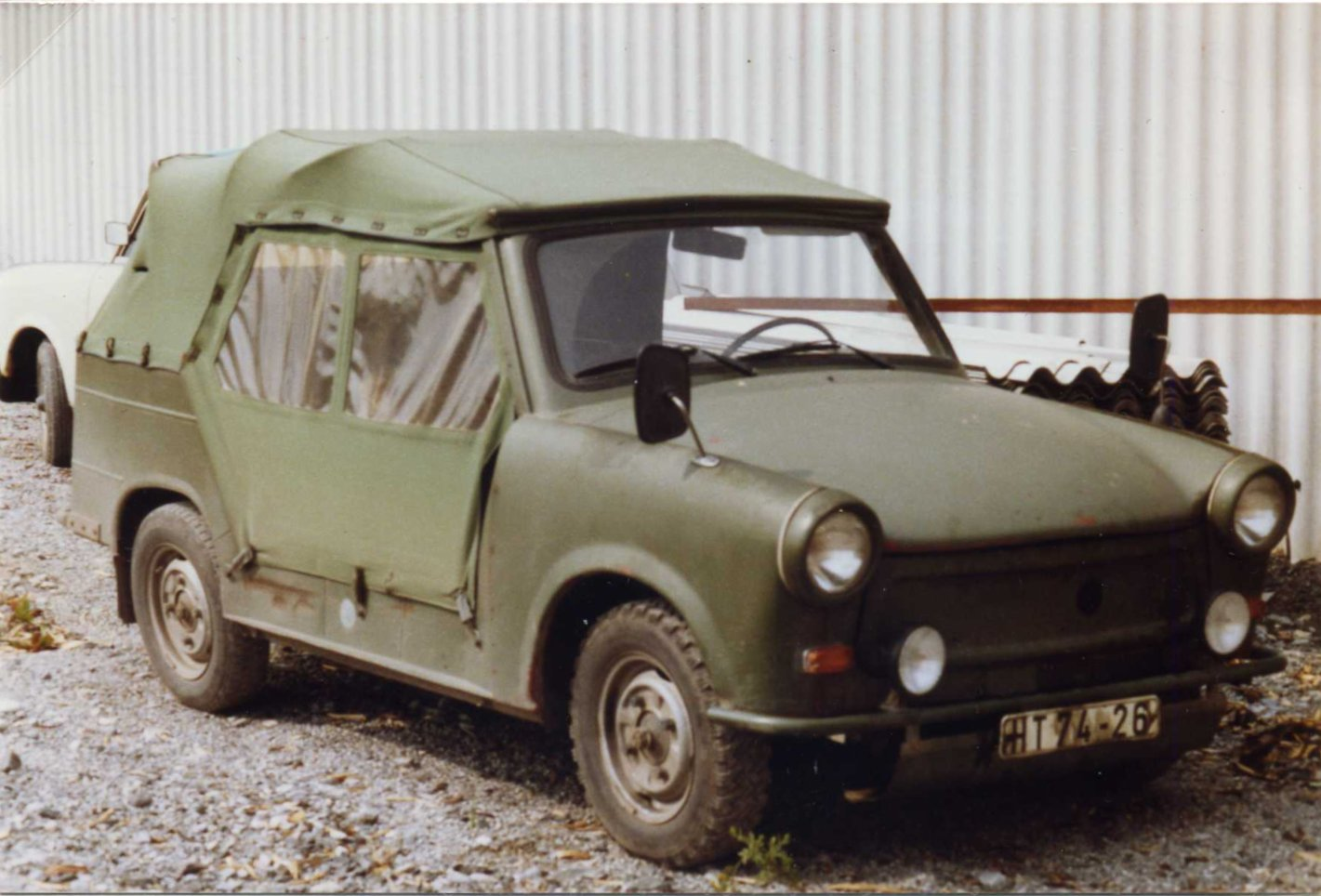
Una Kübelwagen su base Trabant 601

Sempre durante il 1966, la richiesta da parte del Ministero degli Interni tedesco-orientale e della Stasi di vetture Kübelwagen per utilizzi specifici indusse la IFA ad imporre la produzione di un lotto di esemplari di Trabant 601 con carrozzeria Kübelwagen. Tale versione cominciò ad essere prodotta nell'autunno del 1966 e fu indicata dagli addetti ai lavori come 601 A se destinata alle forze armate, e 601 F se destinata al corpo forestale. In entrambi i casi, la realizzazione del corpo vettura fu affidata anche questa volta alla Karosseriewerk Meerane, che tra l'altro curò anche la progettazione e lo sviluppo di questa particolare variante. Le 601 A e 601 F montavano lo stesso gruppo motopropulsore e la stessa meccanica delle altre Trabant 601, ma non furono mai previste con frizione automatica. Tali versioni andarono ad affiancarsi alle altre Kübelwagen già presenti nella ex-DDR, vale a dire quelle su base Wartburg 311 e IFA F9. Ma a differenza di queste ultime furono più economiche e perciò più diffuse presso le forze militari tedesco-orientali. Un'altra caratteristica tipica delle Kübelwagen fu il fatto di avere una schermatura nella zona delle candele, in maniera tale che il campo elettrico generato da queste non andasse ad interferire con l'antenna di cui questa versione era dotata per permettere alle forze armate che utilizzavano la 601 A di comunicare fra loro a distanza.
Il 1966 vide anche nuovi aggiornamenti all'interno dell'abitacolo, dove volante e cruscotto furono riproposti in tinta nera. Vi fu inoltre l'arrivo di un nuovo meccanismo di chiusura delle porte.

#### Dalla 601 S alla fine della produzione

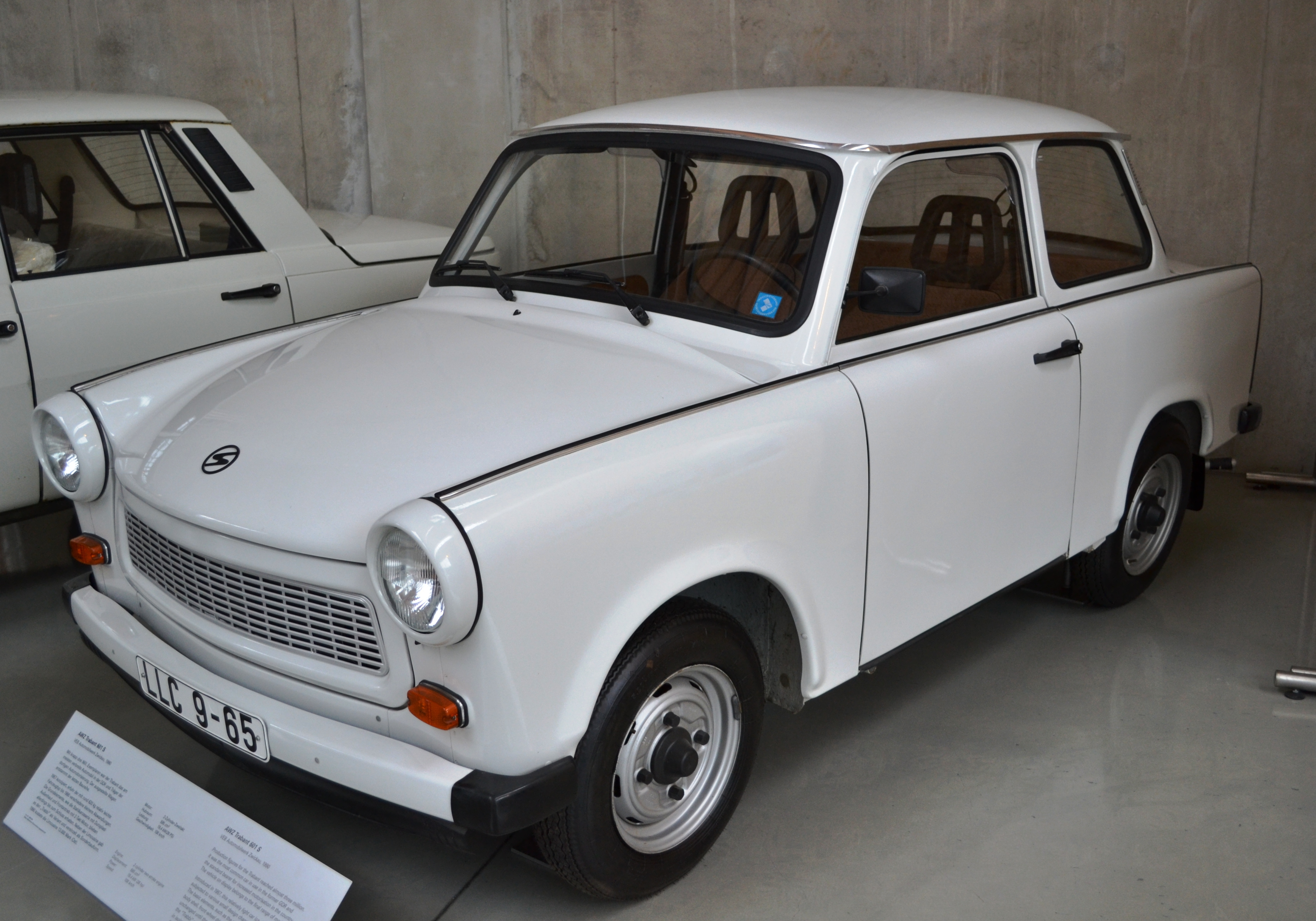
Una 601 S

Il 1º aprile 1967, ad un anno esatto dalla comparsa della 601 L, fu introdotta la Trabant 601 S (Sonderwunsch = Desiderio speciale in tedesco), un modello che andò ad inserirsi a metà strada fra i due già esistenti a listino. La 601 S era caratterizzata da una calandra identica a quella della L, ma con altri contenuti inerenti alla dotazione, come ad esempio i sedili regolabili longitudinalmente ed anche in altezza. Nello stesso periodo vi furono anche altri aggiornamenti al resto della gamma: la 601 L divenne 601 de luxe, mentre la 601-H ricevette una decalcomania identificativa sul lunotto. Tutte le tre varianti di allestimento potevano essere richieste sia come berlina che come giardinetta Universal. Sempre nel 1967, i mercati occidentali in cui la vettura fu esportata poterono usufruire di una nuova espansione della gamma con l'arrivo della versione furgonetta, nota anche come Lieferwagen. Inoltre, vi furono aggiornamenti al sistema frenante, mentre nel settembre dello stesso anno i cerchi assunsero un nuovo disegno e furono muniti di nuove coppe copriruota.
In seguito, nel corso dei numerosi anni di carriera che ancora attendevano la 601, vi furono perlopiù aggiornamenti di dettaglio, anche se non mancarono modifiche più sostanziali. Tra queste ultime va senz'altro segnalata la leggera rivisitazione al motore (luci di aspirazione e di scarico ridisegnate), avvenuta nel dicembre 1968, che comportò un aumento della potenza massima da 23 a 24,5 CV. Appena due mesi dopo, nel febbraio del 1969, si ebbe un ulteriore leggero aumento di potenza quando venne adottata una nuova sezione centrale della marmitta, grazie alla quale si raggiunsero 26 CV di potenza massima. Un'altra modifica abbastanza significativa fu quella che interessò le versioni in allestimento base, le quali ricevettero, sempre nel 1969, la calandra anodizzata utilizzata fino a quel momento negli altri due allestimenti. 

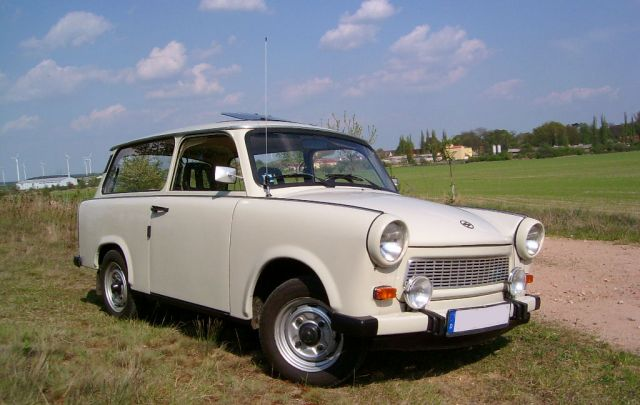
Una Trabant 601 Universal S

Il 22 novembre 1973 alle ore 9:00 circa, dalle linee di montaggio di Zwickau uscì il milionesimo esemplare di Trabant, verniciato in color rosso corallo e con carrozzeria berlina. Tale evento fu la testimonianza del grande successo e della grande popolarità che la vetturetta tedesco-orientale seppe raccogliere nel corso degli anni. Nel 1974 il motore ricevette alcune modifiche in maniera tale da poter funzionare anche con miscela composta da benzina a 79 ottani: fino a quel momento, infatti, la miscela utilizzabile poteva essere solo quella con benzina ad 88 ottani, che però era più costosa. Furono apportate anche migliorie all'impianto frenante, grazie alle quali venne aumentata anche la portata massima. Dal luglio 1975, le vetture furono equipaggiate con cinture di sicurezza. Altre novità degne di nota nel 1977, quando le ruote videro la scomparsa delle calotte copriruota in alluminio, al posto delle quali arrivarono dei semplici coprimozzi in plastica nera. Nello stesso anno, le versioni S e de luxe poterono essere ordinate con sedili in similpelle.
Nel 1978 fece la sua comparsa un nuovo allestimento, denominato S de luxe, che unì in un solo allestimento le dotazioni delle due versioni S e de luxe, andando quindi a porsi come nuova versione di punta. Nello stesso anno, la versione Kübelwagen fu proposta in un allestimento "civile" denominato Tramp e che in pratica era la risposta dell'est Europa alle "spiaggine" che tanta simpatia stavano suscitando sul fronte occidentale.

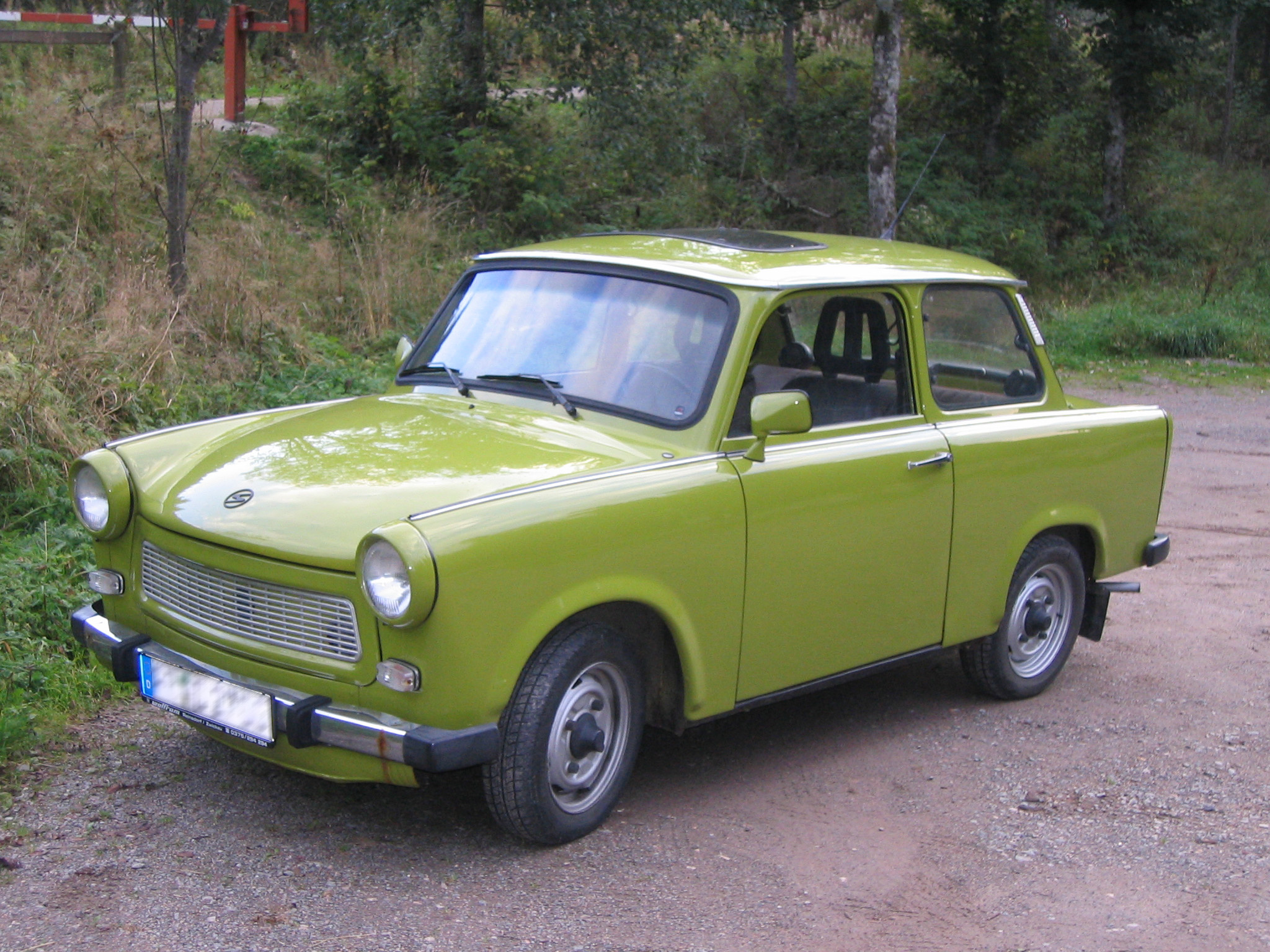
Una Trabant 601 S de luxe

Alla fine del 1980 fu ridisegnato il paraurti, mentre il 1º ottobre 1982 fu assemblata la duemilionesima Trabant. Alla fine dello stesso anno la versione Universal ricevette un portellone sostenuto, durante l'apertura, da pistoncini a gas. Tutta la gamma vide l'arrivo di un nuovo volante a quattro razze e di un nuovo cruscotto. Il 1983 vide l'arrivo di un nuovo impianto elettrico da 12 V con una nuova batteria da 38 Ah. La S de luxe ricevette anche un inedito lunotto termico e nuovi poggiatesta in schiuma di poliuretano, ai quali si aggiunsero l'anno seguente i finestrini posteriori regolabili a compasso. Tra l'altro, su tutta la gamma, i finestrini posteriori divennero leggermente più corti a causa della scelta di maggiorare lo spessore del montante centrale. Ma la modifica più significativa del 1984 fu l'arrivo dei semiassi a giunto omocinetico, che andarono a sostituire i precedenti giunti cardanici.
Alla fine del 1985 l'accensione divenne elettronica ed il rapporto di compressione salì da 7.6:1 a 7.8:1, mentre l'anno seguente la lista optional della S de luxe si arricchì con l'aggiunta del tettuccio apribile. A questo punto della sua carriera, ormai ultraventennale, gli aggiornamenti si fecero sempre più rari e marginali. Ciò anche a causa degli sforzi dei progettisti, che in quella seconda metà degli anni ottanta erano concentrati nel progetto relativo alla Trabant motorizzata Volkswagen, secondo un accordo con il colosso di Wolfsburg che prevedeva l'utilizzo di suoi motori sotto il cofano delle piccole vetture tedesco-orientali. Tuttavia, nell'aprile 1988 vi fu l'arrivo delle molle elicoidali nel retrotreno al posto della balestra trasversale, che invece continuò ad essere utilizzata per l'avantreno. 

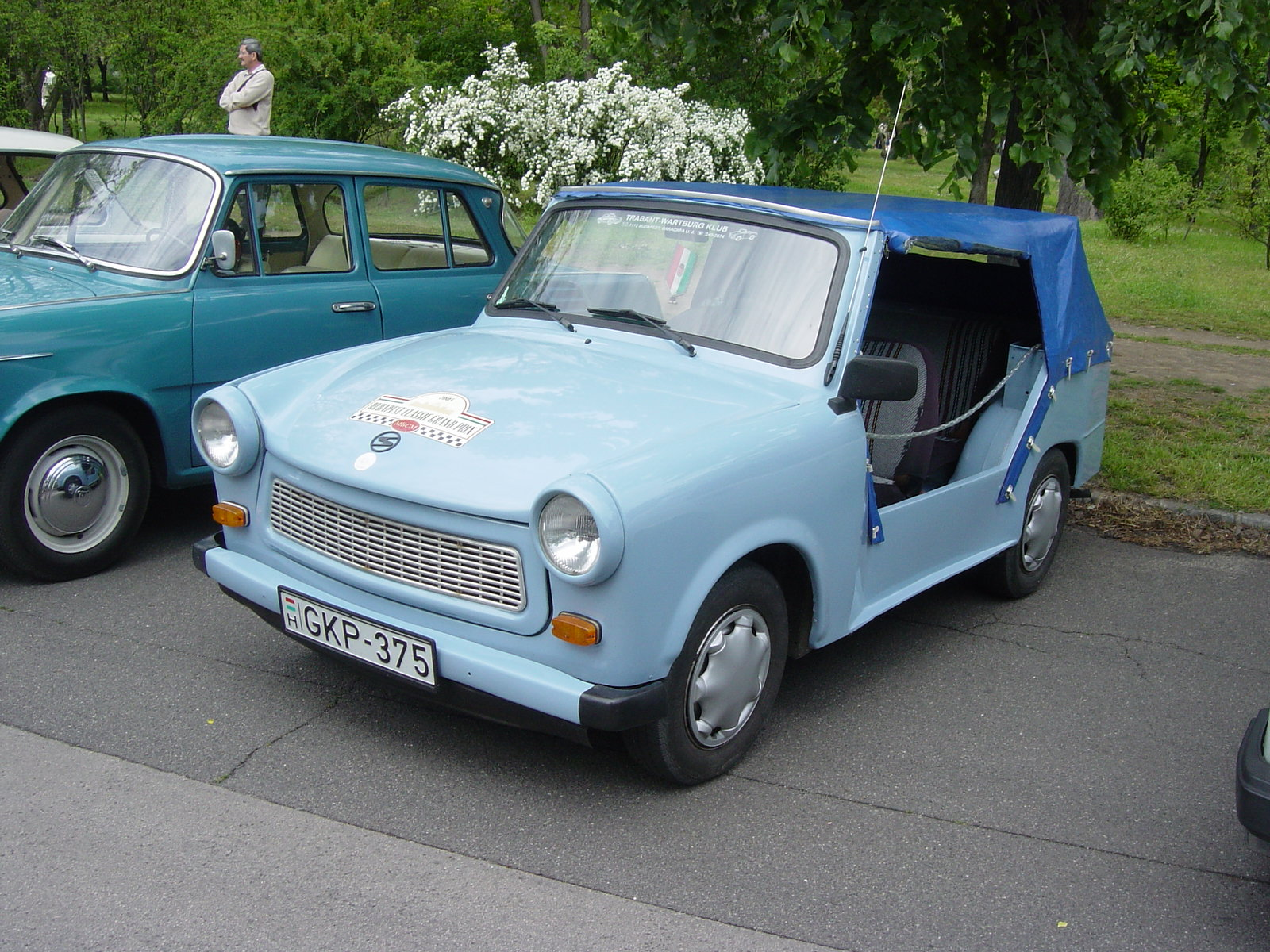
Una Trabant 601 Tramp

Il nuovo retrotreno fu l'ultimo aggiornamento degno di nota nella lunga carriera della Trabant 601: alla fine del 1989 si ebbe la caduta del Muro di Berlino con il conseguente dissolvimento delle frontiere fra Est e Ovest e della cortina di ferro. Ma ciò volle dire anche che l'industria automobilistica dell'Europa orientale dovette per forza di cose confrontarsi con quella dell'altra metà del Vecchio Continente, sensibilmente più moderna. Di colpo, le vetture prodotte nell'ex-DDR si fecero vetuste e la Trabant non fece eccezione. L'ultima 601 uscì dalle linee di montaggio il 25 luglio 1990. Venne sostituita per poco tempo dalla Trabant 1.1, che sancì la fine del motore a due tempi di antica origine DKW.
Nel corso della sua carriera furono molti i progetti avviati dallo staff tecnico della Sachsenring allo scopo di sviluppare una possibile sostituta della 601. Quasi tutti furono progetti risalenti agli anni settanta. Tra questi vanno senz'altro citati i prototipi P603, P760 e WE II, tutti caratterizzati da una carrozzeria a due volumi e tutte destinati a rimanere solo allo stadio di prototipo. Un altro progetto sempre destinato ad essere interrotto, fu quello relativo al prototipo RGW-Auto, nato da una collaborazione tra IFA e Škoda e che avrebbe dovuto dare origine ad un modello che avrebbe sostituito in un colpo solo la 601, la Wartburg 353 e la Škoda Serie 100. Insomma, la Trabant 601 rimase nei listini europei ancora per molto tempo.

## Scheda tecnica
| Modello                            | 601 | 601 Universal | 601 A/F | 601 Tramp | 601 Lieferwagen |
| ---------------------------------- | --- | --- | --- | --- | --- |
| Varianti di carrozzeria            | Berlina 3 volumi 2 porte | Giardinetta | Furgonetta | Kübelwagen | Spiaggina |
| Anni di produzione                 | 06/1964-07/1990 | 09/1965-07/1990 | 1967-73 | 04/1966-07/1990 | 09/1978-07/1990 |
| Esemplari prodotti                 | 2.262.891 | 565.704 | 1.579 | 11.416 | 11.416 |
| Prezzo al debutto in DDM           | 7.890,60 (versione base) | 9.466,30 | - | - | - |
| Motore                             | Sachsenring-Barkas a due tempi, di origine DKW e raffreddato ad aria                                                                   | Sachsenring-Barkas a due tempi, di origine DKW e raffreddato ad aria                                                                   | Sachsenring-Barkas a due tempi, di origine DKW e raffreddato ad aria                                                                   | Sachsenring-Barkas a due tempi, di origine DKW e raffreddato ad aria                                                                   | Sachsenring-Barkas a due tempi, di origine DKW e raffreddato ad aria                                                                   |
| Posizione                          | Anteriore trasversale | Anteriore trasversale | Anteriore trasversale | Anteriore trasversale | Anteriore trasversale |
| Numero e disposizione dei cilindri | Due cilindri in linea | Due cilindri in linea | Due cilindri in linea | Due cilindri in linea | Due cilindri in linea |
| Cilindrata (cm³)                   | 595 | 595 | 595 | 595 | 595 |
| Alesaggio e corsa (mm)             | 72 x 73 | 72 x 73 | 72 x 73 | 72 x 73 | 72 x 73 |
| Alimentazione                      | Un carburatore orizzontale BVF | Un carburatore orizzontale BVF | Un carburatore orizzontale BVF | Un carburatore orizzontale BVF | Un carburatore orizzontale BVF |
| Rapporto di compressione           | 7.6:1 (7.8:1 a partire dal 12/1985) | 7.6:1 (7.8:1 a partire dal 12/1985) | 7.6:1 (7.8:1 a partire dal 12/1985) | 7.6:1 (7.8:1 a partire dal 12/1985) | 7.6:1 (7.8:1 a partire dal 12/1985) |
| Potenza massima (CV/rpm)           | 23/3900 (24.5/3900 dal 12/1968; 26/4200 dal 02/1969)                                                                                   | 23/3900 (24.5/3900 dal 12/1968; 26/4200 dal 02/1969)                                                                                   | 23/3900 (24.5/3900 dal 12/1968; 26/4200 dal 02/1969)                                                                                   | 23/3900 (24.5/3900 dal 12/1968; 26/4200 dal 02/1969)                                                                                   | 23/3900 (24.5/3900 dal 12/1968; 26/4200 dal 02/1969)                                                                                   |
| Coppia massima (Nm/rpm)            | 51/2750 (54/3000 dal 02/1969) | 51/2750 (54/3000 dal 02/1969) | 51/2750 (54/3000 dal 02/1969) | 51/2750 (54/3000 dal 02/1969) | 51/2750 (54/3000 dal 02/1969) |
| Trazione                           | Anteriore | Anteriore | Anteriore | Anteriore | Anteriore |
| Cambio                             | Manuale sincronizzato a 4 marce | Manuale sincronizzato a 4 marce | Manuale sincronizzato a 4 marce | Manuale sincronizzato a 4 marce | Manuale sincronizzato a 4 marce |
| Frizione                           | Monodisco a secco (frizione automatica per la 601-H)                                                                                   | Monodisco a secco (frizione automatica per la 601-H)                                                                                   | Monodisco a secco (frizione automatica per la 601-H)                                                                                   | Monodisco a secco (frizione automatica per la 601-H)                                                                                   | Monodisco a secco (frizione automatica per la 601-H)                                                                                   |
| Struttura                          | Pianale a piattaforma in acciaio con scocca imbullonata, sempre in acciaio, e pannelli carrozzeria in Duroplast                        | Pianale a piattaforma in acciaio con scocca imbullonata, sempre in acciaio, e pannelli carrozzeria in Duroplast                        | Pianale a piattaforma in acciaio con scocca imbullonata, sempre in acciaio, e pannelli carrozzeria in Duroplast                        | Pianale a piattaforma in acciaio con scocca imbullonata, sempre in acciaio, e pannelli carrozzeria in Duroplast                        | Pianale a piattaforma in acciaio con scocca imbullonata, sempre in acciaio, e pannelli carrozzeria in Duroplast                        |
| Sospensioni ant.                   | A ruote indipendenti con triangoli, balestra trasversale e ammortizzatori idraulici telescopici a doppio effetto                       | A ruote indipendenti con triangoli, balestra trasversale e ammortizzatori idraulici telescopici a doppio effetto                       | A ruote indipendenti con triangoli, balestra trasversale e ammortizzatori idraulici telescopici a doppio effetto                       | A ruote indipendenti con triangoli, balestra trasversale e ammortizzatori idraulici telescopici a doppio effetto                       | A ruote indipendenti con triangoli, balestra trasversale e ammortizzatori idraulici telescopici a doppio effetto                       |
| Sospensioni post.                  | A ruote indipendenti con assale oscillante, balestra trasversale (molle elicoidali dal 04/1988) e ammortizzatori idraulici telescopici | A ruote indipendenti con assale oscillante, balestra trasversale (molle elicoidali dal 04/1988) e ammortizzatori idraulici telescopici | A ruote indipendenti con assale oscillante, balestra trasversale (molle elicoidali dal 04/1988) e ammortizzatori idraulici telescopici | A ruote indipendenti con assale oscillante, balestra trasversale (molle elicoidali dal 04/1988) e ammortizzatori idraulici telescopici | A ruote indipendenti con assale oscillante, balestra trasversale (molle elicoidali dal 04/1988) e ammortizzatori idraulici telescopici |
| Impianto frenante                  | Idraulico, freni a tamburo sulle quattro ruote                                                                                         | Idraulico, freni a tamburo sulle quattro ruote                                                                                         | Idraulico, freni a tamburo sulle quattro ruote                                                                                         | Idraulico, freni a tamburo sulle quattro ruote                                                                                         | Idraulico, freni a tamburo sulle quattro ruote                                                                                         |
| Pneumatici                         | 5.20-13 (a richiesta, a partire dal 1973, 145 SR 13)                                                                                   | 5.20-13 (a richiesta, a partire dal 1973, 145 SR 13)                                                                                   | 5.20-13 (a richiesta, a partire dal 1973, 145 SR 13)                                                                                   | 5.20-13 (a richiesta, a partire dal 1973, 145 SR 13)                                                                                   | 5.20-13 (a richiesta, a partire dal 1973, 145 SR 13)                                                                                   |
| Massa in ordine di marcia          | 620 | 660 | 660 | - | - |
| Serbatoio                          | 24 litri (26 litri a partire dal 1972)                                                                                                 | 24 litri (26 litri a partire dal 1972)                                                                                                 | 24 litri (26 litri a partire dal 1972)                                                                                                 | 24 litri (26 litri a partire dal 1972)                                                                                                 | 24 litri (26 litri a partire dal 1972)                                                                                                 |
| Velocità massima                   | 105 km/h (108 km/h a partire dal 10/1974)                                                                                              | 105 km/h (108 km/h a partire dal 10/1974)                                                                                              | 105 km/h (108 km/h a partire dal 10/1974)                                                                                              | 105 km/h (108 km/h a partire dal 10/1974)                                                                                              | 105 km/h (108 km/h a partire dal 10/1974)                                                                                              |
| Accelerazione 0–100 km/h           | 26 secondi | 26 secondi | 26 secondi | 26 secondi | 26 secondi |

## La Trabant 601 nella cultura di massa

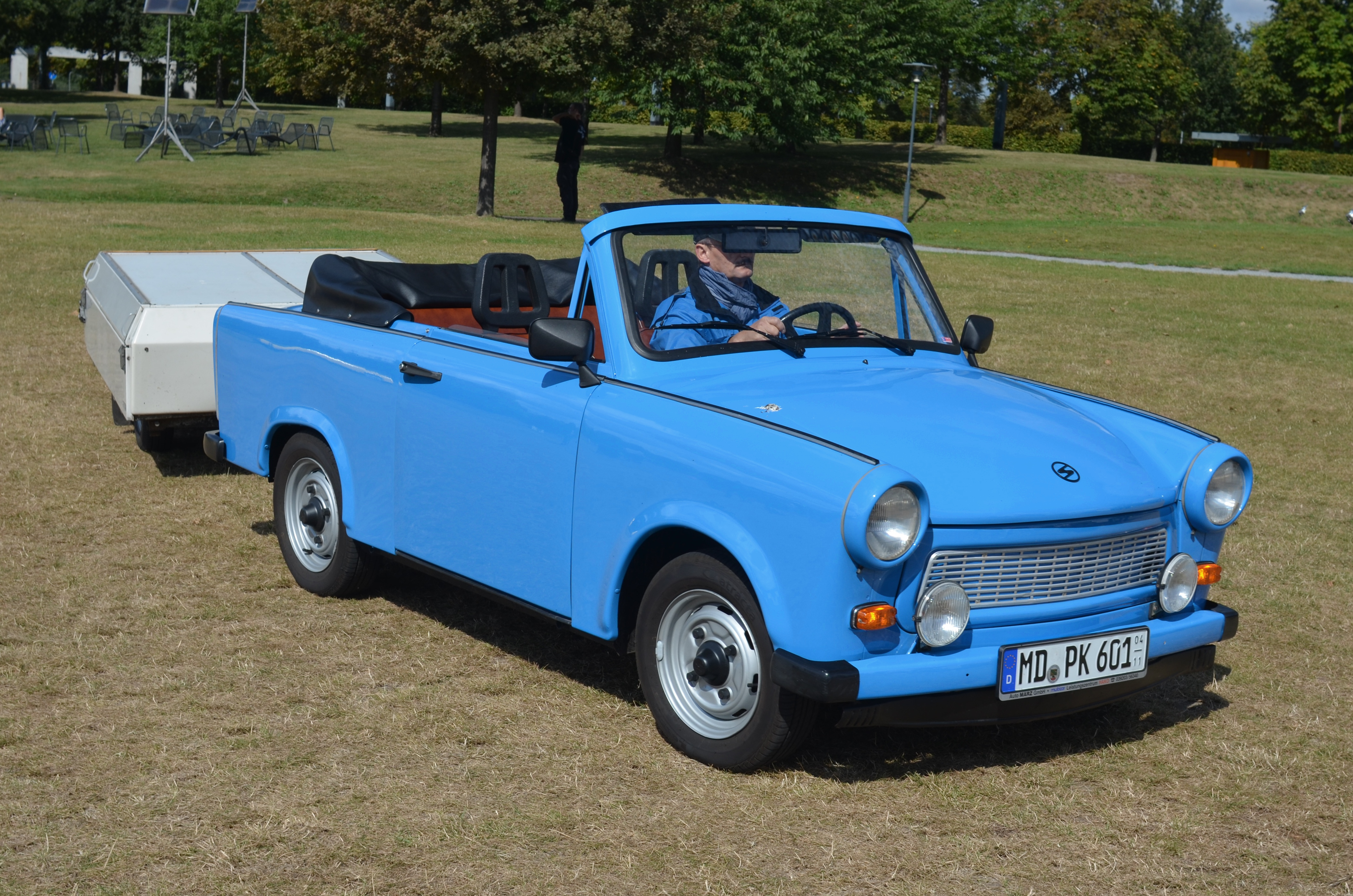
Una Trabant 601 cabriolet

Data la sua diffusione nei Paesi dell'Europa Orientale, la Trabant 601, più ancora che le altre Trabant, rappresentò (e rappresenta ancor oggi) un simbolo nell'immaginario collettivo, un fenomeno di costume, vissuto e coltivato dagli appassionati, ma anche presente nei media, basti pensare alle numerose pellicole in cui è apparsa, ai raduni ad essa dedicati che ogni anno si tengono in diverse località europee e persino alla sua attività sportiva.
Fu disegnata e prodotta in serie persino una minuscola roulotte a due posti letto di dimensioni e peso adatti per essere trainata dalla Trabant: la Würdig 301 costruita a Bad Düben in Sassonia comunemente soprannominata, per la sua forma e le dimensioni che non superavano i tre metri di lunghezza e i 350 kg di peso, Dübener Ei, ovvero L'uovo di Düben. 
Tra i vari film in cui la Trabant 601 è apparsa, vanno ricordati Quella Trabant venuta dall'Est (1991) e Ogni cosa è illuminata (2005), e solo per citarne un paio. Quanto ai raduni dedicati, essi vedono anche la partecipazione di versioni fuoriserie derivate dalla Trabant, oltre che naturalmente di esemplari delle altre Trabant.
La Trabant 601 è la protagonista (con il nome di Laika 601) del videogioco indie Jalopy.

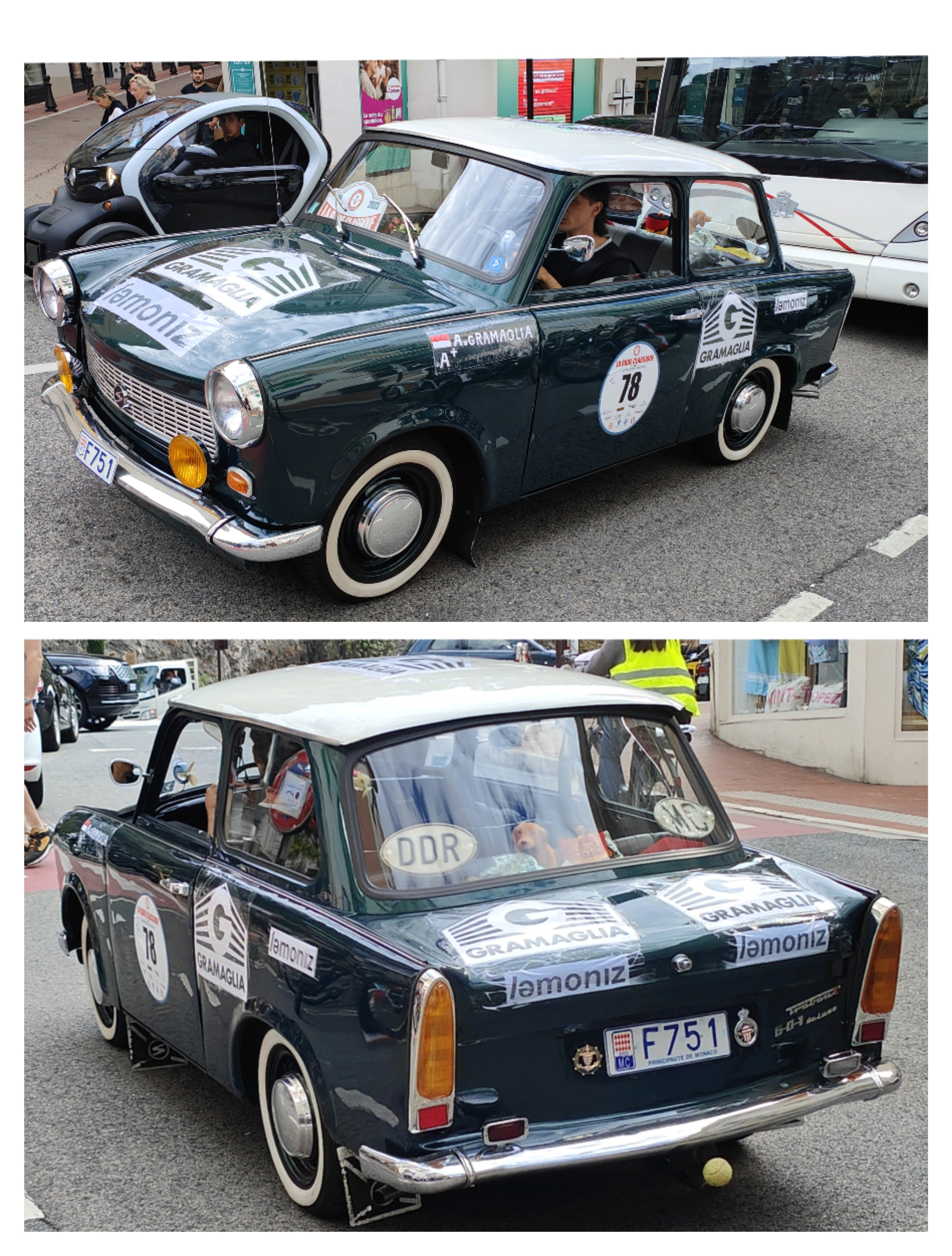
Trabant immatricolata Monte Carlo (foto avenue Grimaldi-2023)

Quanto ai raduni, le numerose manifestazioni che ogni anno si tengono in onore della vettura, vedono l'afflusso di numerosi appassionati con le loro vetture perfettamente conservate, ma anche di esemplari modificati, elaborati o con carrozzerie particolari. Tra queste vanno senz'altro citate le versioni cabriolet, mai entrate ufficialmente nella gamma Trabant, eppure nient'affatto rare. Si trattava in realtà di berline modificate da abili carrozzieri. Allo stesso modo, anche numerose altre interpretazioni su base Trabant 601 partecipano regolarmente a raduni dedicati: tra questi vanno senz'altro citate le vetture dotate di carrello appendice ricavato da un'altra Trabant tagliata a metà, oppure i veicoli militari ricavati dalla vettura, le rare versioni furgonate mai previste per il mercato di casa o ancora le svariate interpretazioni tuning.

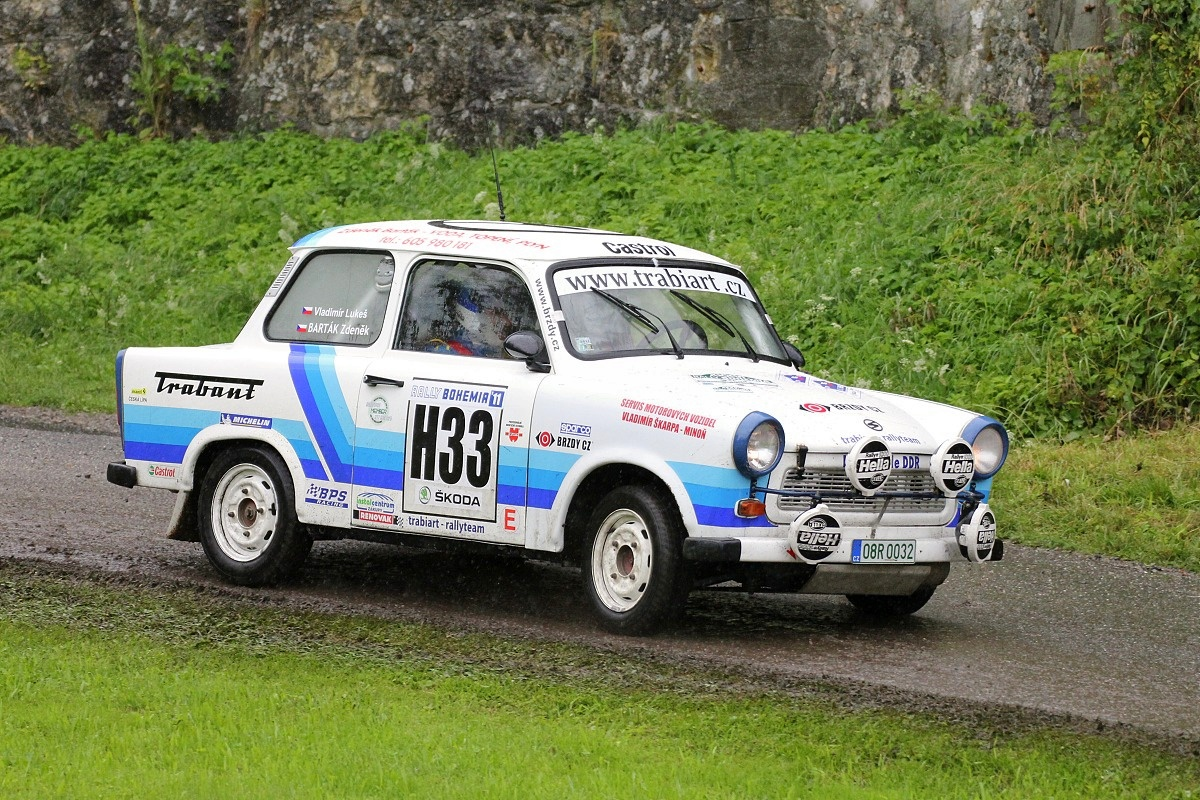
Una Trabant 601 in azione durante un rally

Anche l'attività sportiva della Trabant 601 non rimase qualcosa di marginale: tra le varie competizioni a cui la vettura prese parte vanno ricordati anche alcuni risultati degni di nota, in particolare nell'ambito dei rally. Ad esempio, le Trabant 601 vinsero nel rally di Semperit (1965), nel rally Monaco-Vienna-Budapest e addirittura in competizioni di maggior spessore come il Rally di Monte Carlo (1968 e 1970) ed il Rally dei 1000 Laghi, dove ottenne delle vittorie di categoria. Oltre a queste medaglie d'oro ve ne sono state altre d'argento e di bronzo, ancor più numerose. In genere, le vetture utilizzate per queste competizioni subivano profonde rivisitazioni al motore, che passò spesso a circa 850 cm³ di cilindrata e a volte persino a 1.3 litri! Nel primo caso la potenza massima raggiungeva 40 CV, mentre nei meno frequenti casi di motore 1.3 si arrivava anche a 70 CV. Addirittura sono esistiti alcuni esemplari portati ad 80 CV di potenza con velocità di punta di 180 km/h e accelerazione da 0 a 100 km/h coperta in appena 7 secondi. Le versioni con motore da 0.8 litri prendevano il nome di Trabant 800 RS.